# Сибирска завирушка
Сибирската завирушка (Prunella montanella) е вид птица от семейство Завирушкови (Prunellidae).

## Разпространение и местообитание
Разпространен е в Китай, Монголия, Русия, Северна Корея и Южна Корея.